# Edward Gordon Craig
Edward Gordon Craig, ursprungligen Edward Godwin, emellanåt kallad enbart Gordon Craig, född 16 januari 1872 i Stevenage i Hertfordshire, död 29 juli 1966 i Vence i Frankrike, var en brittisk teaterreformator. Han var son till Ellen Terry i en utomäktenskaplig förbindelse med arkitekten Edward Godwin.
Från 17-årsåldern år 1889 arbetade Craig som skådespelare. Han spelade bland annat Hamlet i London 1897. Året efter började han studera teckning och grafisk konst och från år 1900 lät han bildkonsten bli en del av sin teaterreformatoriska verksamhet som regissör. Craigs strävan gick ut på att frigöra teaterkonsten från texten, och fokusera på upplevelsen av pjäsen, även ljud- och bildmässigt. Hans tidiga scenografiska teaterkonst visade inflytande av Adolphe Appia. Bland Craigs många iscensättningar märks särskilt Elektra (för Eleonora Duse 1905). Duse gestaltade även rollen som Rebecca West i Craigs uppsättning av Ibsens Rosmersholm i Florens 1906. Uppsättningen av Hamlet i Moskva 1911 anses också remarkabel. 
Sina idéer spred Craig genom sina skrifter. Bland dessa märks On the art of theatre (1911), Towards a new theatre (1913), samt The theatre advancing (1921). Från 1908 var han även redaktör och utgivare av tidskriften The Mask. 
Edward Gordon Craig är som bildkonstnär representerad vid bland annat Nationalmuseum i Stockholm.